# Liga Leumit 1969-1970
La Liga Leumit 1969-1970 è stata la 29ª edizione della massima serie del campionato israeliano di calcio.
Presero parte al torneo 16 squadre, che si affrontarono in un girone all'italiana con partite di andata e ritorno. Per ogni vittoria si assegnavano due punti e per il pareggio un punto.
Le ultime due classificate sarebbero state retrocesse in Liga Alef, dalla quale sarebbero state promosse le prime due classificate.
Il torneo fu vinto, per l'undicesima volta nella sua storia, dal Maccabi Tel Aviv.
Capocannoniere del torneo fu Moshe Romano, dello Shimshon Tel Aviv, con 15 goal.

## Squadre partecipanti
| Club                | Città       |
| ------------------- | ----------- |
| Beitar Gerusalemme  | Gerusalemme |
| Beitar Tel Aviv     | Tel Aviv    |
| Bnei Yehuda         | Tel Aviv    |
| Hakoah Ramat Gan    | Ramat Gan   |
| Hapoel Be'er Sheva  | Be'er Sheva |
| Hapoel Gerusalemme  | Gerusalemme |
| Hapoel Haifa        | Haifa       |
| Hapoel Kfar Saba    | Kfar Saba   |
| Hapoel Petah Tiqwa  | Petah Tiqwa |
| Hapoel Tel Aviv     | Tel Aviv    |
| Maccabi Giaffa      | Giaffa      |
| Maccabi Haifa       | Haifa       |
| Maccabi Netanya     | Netanya     |
| Maccabi Petah Tiqwa | Petah Tiqwa |
| Maccabi Tel Aviv    | Tel Aviv    |
| Shimshon Tel Aviv   | Tel Aviv    |

## Classifica finale
|                     | Pos. | Squadra             | Pt | G  | V  | N  | P  | GF | GS | DR  |
| ------------------- | ---- | ------------------- | -- | -- | -- | -- | -- | -- | -- | --- |
| Campione di Israele | 1.   | Maccabi Tel Aviv    | 39 | 30 | 15 | 9  | 6  | 51 | 21 | +30 |
|                     | 2.   | Hapoel Tel Aviv     | 39 | 30 | 13 | 13 | 4  | 48 | 24 | +24 |
|                     | 3.   | Maccabi Haifa       | 33 | 30 | 10 | 13 | 7  | 29 | 24 | +5  |
|                     | 4.   | Shimshon Tel Aviv   | 31 | 30 | 10 | 11 | 9  | 35 | 27 | +8  |
|                     | 5.   | Beitar Gerusalemme  | 30 | 30 | 10 | 10 | 10 | 29 | 29 | 0   |
|                     | 6.   | Hapoel Gerusalemme  | 30 | 30 | 10 | 10 | 10 | 35 | 37 | -2  |
|                     | 7.   | Hapoel Petah Tiqwa  | 30 | 30 | 8  | 14 | 8  | 25 | 28 | -3  |
|                     | 8.   | Hakoah Ramat Gan    | 29 | 30 | 6  | 17 | 7  | 21 | 26 | -5  |
|                     | 9.   | Beitar Tel Aviv     | 29 | 30 | 8  | 13 | 9  | 28 | 34 | -6  |
|                     | 10.  | Hapoel Haifa        | 28 | 30 | 7  | 14 | 9  | 19 | 18 | +1  |
|                     | 11.  | Maccabi Netanya     | 28 | 30 | 7  | 14 | 9  | 29 | 30 | -1  |
|                     | 12.  | Maccabi Petah Tiqwa | 28 | 30 | 7  | 14 | 9  | 32 | 37 | -5  |
|                     | 13.  | Hapoel Kfar Saba    | 28 | 30 | 7  | 14 | 9  | 27 | 32 | -5  |
|                     | 14.  | Bnei Yehuda         | 27 | 30 | 6  | 15 | 9  | 24 | 28 | -4  |
|                     | 15.  | Maccabi Giaffa      | 26 | 30 | 7  | 12 | 11 | 17 | 29 | -12 |
|                     | 16.  | Hapoel Be'er Sheva  | 25 | 30 | 10 | 5  | 15 | 24 | 49 | -25 |

## Verdetti
- Maccabi Tel Aviv campione di Israele 1969-1970, qualificato al Campionato d'Asia per club 1971
- Maccabi Giaffa e Hapoel Be'er Sheva retrocessi in Liga Alef 1969-1970
- Hapoel Hadera e Hapoel Holon promossi in Liga Leumit 1970-1971